# Alexis de Sakhnoffsky
El comte Alexis de Sakhnoffsky (Kiiv,12-11-1901, Atlanta,29-4-1964), fou un dissenyador d'automòbils rus, nascut a Kíiv, Imperi Rus. Sakhnoffsky provenia d'una rica família aristocràtica, els Sakhnoffsky, que eren coneguts des del període cosac ucraïnès. Estaven units a altres famílies cosaques com els Zabila, els Lysenko, els Bezborodko i els Polubotko, així com amb famílies nobles famoses com els Gogol-Yanovsky, els Tereschenko i altres.

## Biografia

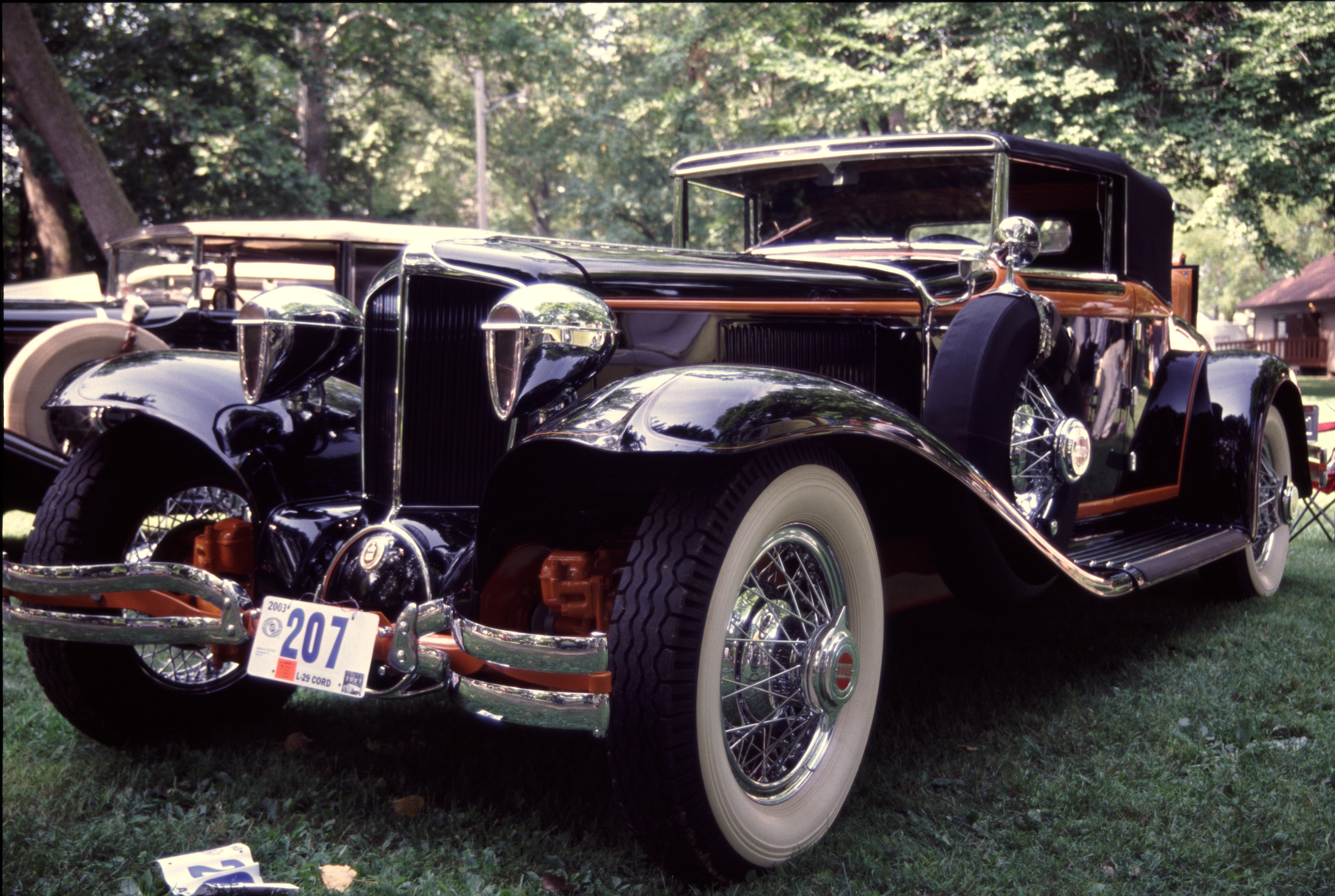
CordL29

Era fill del príncep Vladimir Sakhnovsky, que va ser el comandant del port de Petrograd durant la Primera Guerra Mundial, també gerent de la duana del port i president de l'acceptació de vehicles subministrats pels aliats de Rússia. El príncep es va suïcidar el 1917. La mare de Sakhnoffsky era filla de M.I. Tereshchenko (milionari i industrial sucrer). La família tenia un cotxe "Mercedes", fet que va influir en el destí creatiu de l'artista en el món de l'automòbil.
Després de la mort del seu pare el 1917, Sakhnoffsky es va unir a l'exèrcit del general rus blanc Piotr Wrangel. A principis de 1920, després de la revolució bolxevic, va emigrar de la seva pàtria. Al principi va viure a París, on vivia la tia de la seva mare. Després va emigrar a Suïssa el 1919 i, a la dècada de 1920, s'havia convertit en un conegut dissenyador de cotxes esportius europeus.

### Disseny de cotxes

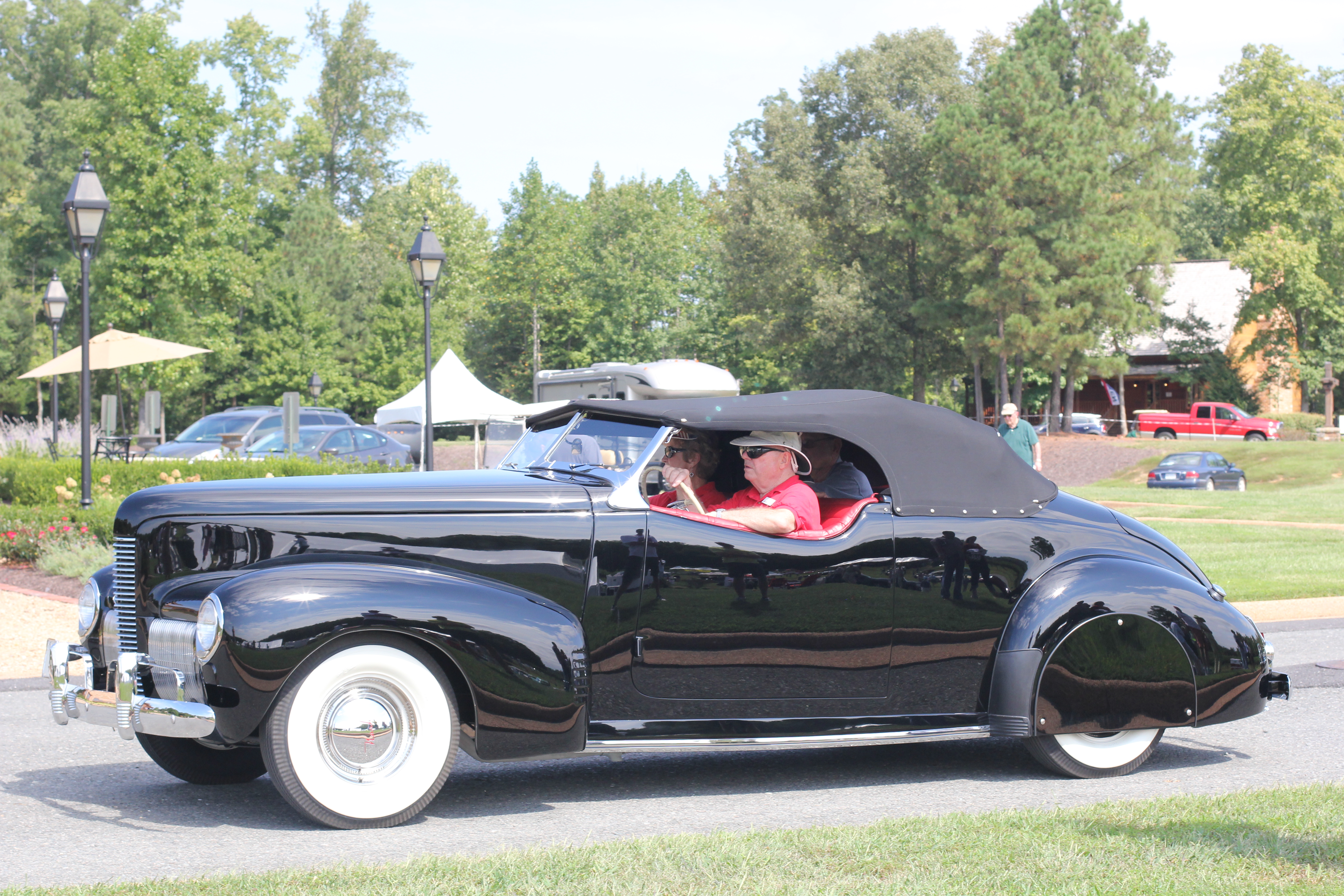
1940 Nash Ambassador Eight

Es va traslladar a Amèrica del Nord el 1929 i va ser contractat per Hayes Body Corporation, on va fer treballs de disseny per a diversos clients de Hayes, incloent-hi automòbils Auburn, Cord i American Austin. El Cord L-29 de 1929 que va dissenyar per a ell mateix (i que va ser construït per Hayes) va guanyar el Gran Premi al Concurs d'Elegància de Mònaco de 1929 i el Gran Premi d'Honor al Concurs de Beaulieu de 1929. Va anar a Packard a principis dels anys trenta i, tot i que no s'hi va quedar gaire temps, va ajudar a establir la direcció del disseny de l'empresa durant els anys següents. Sakhnoffsky més tard va treballar per a l'empresa de camions White, entre d'altres.
A principis dels anys cinquanta, Sakhnoffsky, va deixar la seva relació amb Smith Bros, associant-se amb Preston Tucker (després de l'absolució de Tucker en un judici pel sedan Tucker 48). Finançat per inversors del Brasil, va començar el disseny inicial per a la construcció d'un cotxe esportiu anomenat Tucker Carioca. Però durant els viatges al Brasil va  experimentar una gran fatiga corporal i, en tornar als Estats Units li van diagnosticar càncer de pulmó i, va morir de pneumònia com a complicació del càncer a Atlanta, Geòrgia. Finalment, sense la seva aportació, el Tucker Carioca mai es va arribar a fabricar. Sakhnoffsky també havia completat altres nombrosos projectes de disseny, com ara bicicletes, articles de cuina i mobles. A més a més, va treballar com a editor tècnic de la revista Esquire des del 1934 fins a la dècada del 1960.